# Hollósd
Hollósd (szlovákul Havran) Császkó településrésze, korábban önálló falu Szlovákiában, a Nagyszombati kerületben, a Szenicei járásban.
2001-ben Császkó 576 lakosából 572 szlovák volt.

## Fekvése
Szenicétől 11 km-re északra fekszik.

## Története
A trianoni békeszerződésig területe Nyitra vármegye Szenicei járásához tartozott.

## Külső hivatkozások
- Hollósd Szlovákia térképén